# Смеєнь (комуна)
Смеєнь, Смеєні (рум. Smeeni) — комуна у повіті Бузеу в Румунії. До складу комуни входять такі села (дані про населення за 2002 рік):
- Албешть (979 осіб)
- Белая (217 осіб)
- Келцуна (561 особа)
- Мойсіка (372 особи)
- Смеєнь (3432 особи) — адміністративний центр комуни
- Удаць-Лучієнь (434 особи)
- Удаць-Минзу (1072 особи)

Комуна розташована на відстані 86 км на північний схід від Бухареста, 17 км на південь від Бузеу, 103 км на південний захід від Галаца, 122 км на південний схід від Брашова.

## Населення
За даними перепису населення 2002 року у комуні проживали 7067 осіб.
Національний склад населення комуни:
| Національність | Кількість осіб | Відсоток |
| -------------- | -------------- | -------- |
| румуни         | 6931           | 98,1%    |
| цигани         | 135            | 1,9%     |

Рідною мовою назвали:
| Мова      | Кількість осіб | Відсоток |
| --------- | -------------- | -------- |
| румунська | 6990           | 98,9%    |
| циганська | 76             | 1,1%     |

Склад населення комуни за віросповіданням:
| Релігія       | Кількість осіб | Відсоток |
| ------------- | -------------- | -------- |
| православні   | 7052           | 99,8%    |
| баптисти      | 5              | 0,1%     |
| п'ятдесятники | 3              | < 0,1%   |
| адвентисти    | 2              | < 0,1%   |
| римо-католики | 1              | < 0,1%   |
| реформати     | 1              | < 0,1%   |
| не релігійні  | 1              | < 0,1%   |